# Rodel Mayol
Rodel Mayol est un boxeur philippin né le 9 août 1981 à Cebu.

## Carrière
Champion d'Asie des poids pailles OPBF entre 2003 et 2005, il devient champion du monde des poids mi-mouches WBC le 21 novembre 2009 en battant à la seconde reprise le mexicain Édgar Sosa. Opposé à Omar Niño Romero le 27 février 2010 pour la première défense de son titre, le combat est stoppé au 3e round après un coup bas reçu par le philippin alors incapable de poursuivre. Les juges renvoient les boxeurs dos à dos en prononçant un match nul technique,. 
Mayol perd le combat revanche aux points le 19 juin 2010.